# Казинский сельсовет (Тербунский район)
Кази́нский сельсове́т — муниципальное образование в составе Тербунского района Липецкой области.
Административный центр — село Казинка.

## История
Образовано на основании Закона Липецкой области от 02.07.2004 N 114-ОЗ «О наделении муниципальных образований в Липецкой области статусом городского округа, муниципального района, городского и сельского поселения». Границы поселения определены Законом Липецкой области от 23.09.2004 N 126-ОЗ «Об установлении границ муниципальных образований Липецкой области».

## Население
| 2009  | 2010  | 2012  | 2013  | 2014  | 2015 | 2016 |
| ----- | ----- | ----- | ----- | ----- | ---- | ---- |
| 1205  | ↘1061 | ↗1072 | ↘1052 | ↘1040 | ↘997 | ↘980 |
| 2017  | 2018  | 2021  |       |       |      |      |
| ↗1018 | ↗1022 | ↘918  |       |       |      |      |

## Состав сельского поселения
| № | Населённый пункт | Тип населённого пункта       | Население |
| - | ---------------- | ---------------------------- | --------- |
| 1 | Казинка          | село, административный центр | ↘613      |
| 2 | Михайловка       | деревня                      | ↘262      |
| 3 | Никольское       | деревня                      | ↘186      |

### Упразднённые населённые пункты
Также на территории поселения находится урочище на месте ранее существовавшей деревни Лобановка.

## Экономика
Основной отраслью экономики является сельское хозяйство. Большинство сельскохозяйственных земель поселения обрабатывается крестьянско-фермерскими хозяйствами и ООО «Нива-центр». Построены 2 площадки свинокомплекса ОАО «Группа „Черкизово“».
Функционирует ряд торговых точек.
Так же, на территории поселения находятся залежи глины и каолинита, которые предполагалось использовать для производства кирпича на Тербунском предприятии ООО «Тербунский Гончар». Однако свойства сырья оказались неподходящими для производства.

## Образование и культура
В поселении работают: средняя школа, дом культуры, 2 библиотеки, ведётся строительство храма. Планируется создание детского сада.

## Известные уроженцы
Сидоров, Иван Прохорович — Герой Советского Союза